# Steven Osborne
Pour les articles homonymes, voir Osborne.
Steven Osborne (né en 1971) est un pianiste écossais.

## Biographie
Steven Osborne reçoit l'enseignement de Richard Beauchamp à St Mary's Music School, à Edimbourg avant d'étudier avec Renna Kellaway au Royal Northern College of Music de Manchester. Après son diplôme, Steven Osborne remporte, en 1991, le premier prix du Concours Clara Haskil et le Concours Naumburg à New York en mai 1997. En 1999, dans la première année du dispositif, il est choisi comme BBC New Generation Artist.
Sa carrière commence lors de la signature d'un contrat avec le label discographique Hyperion Records en 1998, pour deux enregistrements par an. Son premier disque est réalisé avec le BBC Scottish Symphony Orchestra dans un répertoire musical écossais, dans un couplage Alexander Mackenzie (Scottish Concerto) et Donald Tovey  (Concerto pour piano), bien critiqué par le BBC Music Magazine, en tant que « Meilleur de l'Année » et d'un « prix du choix du critique » pour le magazine Gramophone. Le disque suivant est un enregistrement d'œuvres du compositeur russe contemporain Nikolaï Kapoustine — dont 13 de ses 24 Préludes dans le Style Jazz. Il a remporté un Deutscher Schallplattenpreis. Le disque qui a attiré l'attention internationale sur le pianiste est son  enregistrement des Vingt regards sur l'enfant-Jésus d'Olivier Messiaen en 2002. D'autres disques ont été primés : deux fois par les Gramophone Awards (Concerto pour piano de Britten, en 2009 ; Moussorgski et Prokofiev en 2013), deux Schallplattenpreis (24 Préludes de Rachmaninov et l’intégrale des œuvres pour piano et orchestre de Britten).
Les prestations au concert de Steven Osborne lui ont permis de collaborer avec des orchestres du monde entier, notamment l'Orchestre symphonique Yomiuri du Japon, le Symphonique de Berlin, le Deutsches Symphonie-Orchester de Berlin, l'Orchestre du Mozarteum de Salzbourg, l'Orchestre symphonique de la radio finlandaise, l'Orchestre symphonique de Bergen, l'Orchestre de la Résidence de La Haye, l'Orchestre symphonique de Sydney, l'Orchestre philharmonique de Hong Kong et l'Orchestre symphonique de Dallas. Les chefs d'orchestre de ces phalanges sont notamment les suivants : Christoph von Dohnányi, Alan Gilbert, Vladimir Ashkenazy, Ludovic Morlot, Leif Segerstam, Andrew Litton, Ingo Metzmacher, Vladimir Jurowski et Jukka-Pekka Saraste.
Steven Osborne est un fidèle des BBC Proms — presque tous les ans — où ses différents programmes ont varié des Des Knaben Wunderhorn de Mahler avec Alice Coote (2009), du premier Concerto pour Piano (2010) de Rachmaninov avec l'Orchestre d'Ulster, sous la direction de Paul Watkins, les Nuits dans les Jardins d'Espagne de Falla (2011), le Concerto pour piano de Grieg avec le BBC Philharmonic Orchestra, sous la baguette de John Storgårds (2012) et la Turangalîla-Symphonie de Messiaen avec Valérie Hartmann-Claverie et le BBC Philharmonic Orchestra, sous la direction de Juanjo Mena (2015). Au Festival d'Edimbourg, il est apparu à la fois comme soliste et musicien de chambre, jouant avec quelques uns des instrumentistes qui collaborent depuis longtemps avec lui, tels Christian Tetzlaff, Alban Gerhardt, Paul Lewis et Lisa Batiashvili.

## Prix et distinctions
En 2014 Osborne a été élu Fellow de la Royal Society of Edinburgh.

## Discographie

### Piano
- Alkan, Esquisses, op. 63 (28-30 juillet 2002, Hyperion) (OCLC 884664187)
- Liszt, Harmonies poétiques et religieuses (28-30 décembre 2002, 2CD Hyperion)[8] (OCLC 54811127)
- Debussy, Préludes (6–8 janvier 2006, Hyperion CDA67530) (OCLC 76177305)
- Beethoven, Sonates pour piano, op. 13 (« Pathétique »), 27 no 2 (« Clair de Lune »), 53 (« Waldstein ») et 79 (13-15 septembre 2008, Hyperion) (OCLC 890301328)
- Ravel, L'Œuvre pour piano (2010, 2 CD Hyperion) (OCLC 837797005)
- Beethoven, Bagatelles (26-28 juillet 2011, Hyperion)[9] (OCLC 980819123)
- Moussorgski, Tableaux d'une exposition ; Prokofiev, Sarcasmes ; Visions fugitives, op. 22 (17-18, 20 décembre 2011, Hyperion) (OCLC 980820237)
- Medtner, Skazki, op 20 ; Sonate, op. 53 no 1 ; Sonate romantica ; Rachmaninoff, Sonate no 2, op. 36 ; Variations sur un thème de Corelli, op. 42 (21-23 décembre 2012, Hyperion) (OCLC 890184201)
- Schubert, Impromptus op. 142/D935 ; 3 pièces D946 ; Variations sur un thème d'Anselm Hüttenbrenner D576 (7-9 décembre 2014, Hyperion) (OCLC 991294254)
- Feldman, Intermission 5 ; Piano piece 1952 ; Extensions 3 ; Palais de Mari ; Crumb, Processional ; A little suite for Christmas, A.D. 1979 (10 décembre 2014, Hyperion) (OCLC 948622110)
- Beethoven, Sonates pour piano op. 90, 101 et 106 (31 mars-2 avril 2015, Hyperion) (OCLC 982312587)
- Debussy, L'Isle joyeuse ; Images ; Estampes ; Children's Corner (31 octobre-2 novembre 2016, Hyperion) (OCLC 1009006812)
- Rachmaninoff, Études-Tableaux, op. 33 et 39 (17-19 novembre 2017, Hyperion) (OCLC 1042497616)
- Beethoven, Sonates pour piano op. 109, 100 et 111 (5-7 février 2018, Hyperion CDA 68219) (OCLC 1096494362)

### Duos
- Messiaen, Visions de l'Amen - Steven Osborne, Martin Roscoe, pianos (10-12 septembre 2003, Hyperion) (OCLC 1013441019)
- Schubert, Piano à quatre mains : Fantaisie en fa mineur, D940 ; Variations sur un thème original, D813 ; Allegro en la mineur « Lebensstürme », D947, etc. - Paul Lewis et Steven Osborne, piano (12-14 février 2010, Hyperion) (OCLC 759192158)

### Musique de chambre
- Alkan et Chopin, Sonates pour violoncelle - Alban Gerhardt, violoncelle (2005, Hyperion) (OCLC 885458321)
- Prokofiev, Sonates pour violon et piano nos 1 et 2 ; Cinq mélodies, op. 35b - Alina Ibragimova, violon (11-13 juillet 2013, Hyperion) (OCLC 884573008)

### Avec orchestre
- Tovey, Concerto pour piano, op. 15 - BBC Scottish Symphony Orchestra, dir. Martyn Brabbins (1998, coll. « Concertos pour piano romantiques », vol. 19 Hyperion) (OCLC 237520933)
- Britten, Concerto pour piano, op. 13 ; Young Apollo, op. 16 ; Diversions, op. 21 - BBC Scottish Symphony Orchestra, dir. Ilan Volkov (21-13 septembre 2007, Hyperion) (OCLC 956744063)
- Messiaen, Turangalîla-Symphonie - Bergen Philharmonic Orchestra, dir. Juanjo Mena (20-14 juin 2011, Hyperion (OCLC 971873462)
- Stravinsky, Concerto pour piano et instruments à vent ; Mouvements pour piano et orchestre - BBC Scottish Symphony Orchestra, dir. Ilan Volkov, (19-20 mai 2012, SACD Hyperion) (OCLC 845388414)
- Ravel, Concertos pour piano : Falla, Nuits dans les jardins d'Espagne - BBC Scottish Symphony Orchestra, dir. Ludovic Morlot (25-26 mai 2016, Hyperion) (OCLC 988973038)
- Tippett, Concerto pour piano, Fantaisie sur un thème de Haendel et Sonates pour piano - BBC Scottish Symphony Orchestra, dir. Martyn Brabbins (28-31 juillet 2006/12-13 mai 2007, 2 CD Hyperion CDA67461/2) (OCLC 977522875)